# Awazymyz
Awazymyz (karaim. „Nasz głos”) – czasopismo historyczno-społeczno-kulturalne społeczności karaimskiej w Polsce, wydawane we Wrocławiu przez Związek Karaimów Polskich.

## Historia
Historia pisma sięga 1979, kiedy to grupa polskiej młodzieży karaimskiej założyła pismo Coś, redagowane przez Marka Firkowicza w Warszawie. W 1989 jego nazwa została zmieniona na Awazymyz, a funkcję redaktora objęła Anna Sulimowicz. Ukazał się wówczas jedynie jeden inauguracyjny numer pisma. Po dziesięcioletniej przerwie (od września 1999) wydawanie przejął Związek Karaimów Polskich, a redakcja przeniosła się do Wrocławia. W latach 1999–2003 czasopismo było wydawane jedynie w wersji elektronicznej i dostępne dla przedstawicieli społeczności karaimskiej w Polsce i na Litwie. W 2004 zostało zarejestrowane w Narodowym Ośrodku ISSN Biblioteki Narodowej i od tego czasu ukazuje się drukiem w pełnym kolorze. W 2014 obchodzono we Wrocławiu jubileusz 25-lecia istnienia czasopisma. Do tego momentu ukazało się wówczas 44 numerów czasopisma.

## Profil
Początkowo czasopismo ukazywało się jako nieregularnik (lata 1989–2003), następnie półrocznik (2004–2005), a począwszy od 2006 jako kwartalnik. Na łamach pisma poruszane są tematy z zakresu historii, kultury, języka i dnia dzisiejszego Karaimów w Polsce. Zamieszczane są również informacje dotyczące wspólnot karaimskich w Rosji, na Litwie i Ukrainie. Pismo rozpowszechniane jest również wśród czytelników poza Polską. Materiały zamieszczane są w języku polskim oraz karaimskim i rosyjskim. W latach 2008–2009 ukazały się dwa pełne numery w  języku rosyjskim pod tytułem Nasz golos (Наш голос, приложение культурно-исторического журнала) pod redakcją Tatiany Maszkiewicz z Trok na Litwie.
Od 1999 redaktorem naczelnym pisma jest Mariola Abkowicz. W skład kolegium redakcyjnego wchodzili również: Marek Firkowicz, Adam Pilecki, Hanna Pilecka, Nadieżda Firkowicz, Irena Jaroszyńska oraz Konstanty Pilecki. Obecnie: Mariola Abkowicz, Adam Dubiński i Anna Sulimowicz.